# Andrew Rothenberg
Andrew Rothenberg (Los Angeles, 26 januari 1969) is een Amerikaanse acteur.

## Carrière
Rothenberg begon in 1993 met acteren in de televisieserie Missing Persons, waarna hij nog meerdere rollen speelde in televisieseries. Zo speelde hij in onder nadere Weeds (2008), The Walking Dead (2010-2012), Mob City (2013) en Chicago Fire (2018).
Rothenberg is naast acteur voor televisie ook actief in lokale theaters, en is lid van theatergezelschap Chicago Shakespeare Theater in Chicago.

## Privé
Rothenberg is in het verleden getrouwd geweest, en heeft uit dit huwelijk twee kinderen.

## Filmografie

### Films
Uitgezonderd korte films.
- 2022 Ray Donovan: The Movie - als pastoor O'Connor
- 2018 30 Miles from Nowhere - als Max
- 2017 Midnighters - als agent Verone
- 2010 Black Mail - als Colm
- 2008 The Poker House - als Clyde sr.
- 2006 Stranger Than Fiction - als dr. Mercator
- 2005 Repetition - als Danny
- 2004 Life Sentence - als B.Rian
- 2001 Save the Last Dance - als Stern Judge
- 2000 The Watcher - als Jack Fray
- 1997 Chicago Cab - als Homer

### Televisieseries
Uitgezonderd eenmalige gastrollen.
- 2025 The Night Agent - als Edward - 2 afl.
- 2018 Chicago Fire - als mr. Jamison - 4 afl.
- 2013 Mob City - als Eddy Sanderson - 6 afl.
- 2010-2012 The Walking Dead - als Jim - 5 afl.
- 2009 Medium - als Kevin Flynn - 2 afl.
- 2008 True Blood - als Malcolm - 3 afl.
- 2008 Weeds - als DEA agent Shlatter - 4 afl.
- 2006 Prison Break - als Sklar - 2 afl.
- 1996-1997 EZ Streets - als Shirt - 5 afl.